# Luis López (cyclisme)
Pour les articles homonymes, voir Luis López et López.
López  Nolasco est un nom espagnol. Le premier nom de famille, en général paternel, est López ; le second, en général maternel, souvent omis, est Nolasco.
Luis López Nolasco, né le 17 septembre 1997 à Siguatepeque, est un coureur cycliste hondurien.

## Biographie
Chez les juniors, Luis López devient champion du Honduras de VTT cross-country en 2014. Trois ans plus tard, il intègre l'équipe guatémaltèque Ópticas Deluxe-Ninosport. Sous les couleurs de cette formation, il se classe notamment troisième d'un contre-la-montre du Tour du Guatemala. 
En 2018, il est sacré champion du Honduras sur route. Il s'impose également sur une étape du Tour du Guatemala, où il termine meilleur espoir et septième du classement général. Au mois de mai, il est médaillé de bronze du championnat panaméricain du contre-la-montre espoirs.

## Palmarès sur route

### Par année
- 2015
  - 3e du championnat du Honduras du contre-la-montre
- 2017
  - Torneo de Puerto Cortés[5]
  - 1re étape du Vuelta de la Juventud Guatemala (contre-la-montre)
  - 3e du Vuelta de la Juventud Guatemala
- 2018
  -  Champion du Honduras sur route
  - Prologue et 5e étape du Vuelta de la Juventud Guatemala
  - 3e étape du Tour du Guatemala
  -  Médaillé de bronze du championnat panaméricain du contre-la-montre espoirs
- 2019
  -  Champion d'Amérique centrale sur route espoirs
  -  Champion du Honduras sur route espoirs
  -  Champion du Honduras du contre-la-montre espoirs
  - Vuelta de la Juventud Guatemala :
    - Classement général
    - 1re et 3e étapes

  - 3e étape du Tour du Guatemala
  - Vuelta El Heraldo
  -  Médaillé d'argent du championnat d'Amérique centrale du contre-la-montre espoirs
  -  Médaillé de bronze du championnat d'Amérique centrale sur route
  -  Médaillé de bronze du championnat panaméricain du contre-la-montre espoirs
  - 3e du Tour du Costa Rica
- 2020
  - 2e étape du Tour Por La Paz
- 2021
  -  Champion du Honduras sur route
  - Tour Valle de Sula :
    - Classement général
    - 1re (contre-la-montre) et 2e étapes

  - Vuelta Altiplano Marquense :
    - Classement général
    - 4e et 5e étapes
- 2022
  - 1re étape du Tour du Panama
  - Tour du Honduras :
    - Classement général
    - 5e étape

  - Vuelta de El Herado
  - 2e du Tour du Panama
- 2023
  - 3e du Tour du Honduras
- 2024
  - Gran Fondo Andrey Amador
  - Holy Saturday Cross Country Cycling Classic
- 2025
  -  Champion du Honduras sur route

### Classements mondiaux
| Année            | 2018 | 2019 |
| ---------------- | ---- | ---- |
| UCI America Tour | 204e | 106e |

## Palmarès en VTT

### Championnats continentaux
- Tegucigalpa 2022
  -  Champion d'Amérique centrale de cross-country short track[8]
- Tegucigalpa 2024
  -  Champion d'Amérique centrale de cross-country
  -  Champion d'Amérique centrale de cross-country short track

### Championnats nationaux
| - 2014 - Champion du Honduras de cross-country juniors - 2021 - Champion du Honduras de cross-country - 2022 - Champion du Honduras de cross-country - Champion du Honduras de cross-country short track - 2023 - Champion du Honduras de cross-country - Champion du Honduras de cross-country short track | - 2024 - Champion du Honduras de cross-country - Champion du Honduras de cross-country short track - 2e du championnat du Honduras de cross-country marathon - 2025 - Champion du Honduras de cross-country - Champion du Honduras de cross-country short track |  |